# Cratera de Popigai
A cratera de Popigai ou cratera de Popigay é uma cratera de impacto de 100 km de diâmetro, formada há 35 milhões de anos. Está localizada no norte da Sibéria, próximo das cidades de Popigai e Norilsk, na Rússia.
Notabiliza-se por ter uma reserva de diamantes da ordem de milhares de milhões de quilates, o que seria suficiente para abastecer o mercado mundial durante 3000 anos.